# 대가리 박고 자살하자
대가리 박고 자살하자는 포크밴드인 '교문앞병아리'가 2017년 6월 27일에 발매한 노래이다. 흔히 '자살송'으로 알려져 있다. 유튜브에서 조회수 146만회를 기록했으며 2018년 6월 19일 대한민국 여성가족부 청소년보호위원회가 유해매체로 지정, 2018년 7월 4일에 관보에 고시해 2018년 7월 11일부터 효력이 발생하였다. 특히 초등학생들 사이에서 유행이 도는 것으로 알려져 있으며, 2·3차 컨텐츠도 많이 생산되었다.

## 의도
교문앞병아리는 이 노래를 만든 이유를 '자존감이 낮은 아이들이 자신들의 문제점을 웃음으로 승화시킨 노래를 듣고 힘을 냈으면 하는 생각으로 만들었다.'고 밝혔다. 그런 이유로 멜로디도 동요처럼 밝게 표현되었다.

## 반응
조희연 서울특별시교육감은 '학생들이 즐겨부른다는 말을 듣고 충격을 받았다'고 밝히면서, 이런 유형의 '자살송'을 사이버 언어폭력으로 보고 계기교육 등 대응방안을 준비중이라고 밝혔다. 그러나 금지와 제재가 근본적인 대책이 될 수는 없으며, 자존감을 훼손시키는 기성세대의 잘못된 평가와 그 평가가 유지되도록 만드는 잘못된 경쟁 시스템이 바뀌어야 한다는 지적도 있다.
최지영 인하대학교 아동심리학과 교수는 노래가 아동들의 심리를 대변했기 때문에 놀이로 소비되는 것이라며 자학하면서 부담감을 표출하려는 것으라고 진단했고, 현명호 중앙대학교 심리학과 교수는 '자살'이라는 단어가 반복되는 후렴구는 점화 효과를 일으킬 수 있다면서 자살에 대한 충동이 강해질 수 있다고 우려했다. 홍현주 한림대학교성심병원 정신건강의학과 교수는 아동이 자살을 문제해결 방법으로 가볍게 생각할 수 있다면서 취약한 아동은 실제 행동으로 옮길 수 있다고 진단했다.

## 같이 보기
- 대한민국의 자살